# Тампа Беј лајтнингси
Тампа беј лајтнингси (енгл. Tampa Bay Lightning) су амерички хокејашки клуб из Тампе. Клуб утакмице као домаћин игра у Амали Арени, капацитета 19.758 места. Такмиче се у Националној хокејашкој лиги (НХЛ).
Клуб се такмичи у Атлантик дивизији Источне конференције. Боја клуба је црна, плава, сива и бела.

## Историја
Основани су 1992. године. Лајтнингси су три пута освајали Стенли куп. Три пута су били шампиони Источне конференције, четири пута су били први у дивизији, док су једном освојили Председнички трофеј.
Муње су први пут постали шампиони у сезони 2003/04. Под вођством капетана Дејва Андрејчука и сјајног голмана Николаја Хабибулина у финалу су савладани Калгари флејмси након седам мечева. Тампа је поново стигла до финала у сезони 2014/15, где су од њих били блекхокси, након шест утакмица.
У сезони 2018/19, Лајтнингси су освојили Председнички трофеј, јер су са 62 победе и 128 бодова били најбоља екипа лиге. Међутим сезона је на крају била разочарење, јер су поражени у првом колу плеј-офа од Коламбуса. Искупљење је стигло следеће сезоне, када су успели да стигну до другог Стенли купа. Сезонa 2019/20, која је прекидана пандемијом, окончана је тријумфом Тампа Беја, над Далас старсима, након шест утакмица. Тријумфом у сезони 2020/21, лајтнингси су постали девета франшиза у историји нхл која је тријумфовала у стенли куп финалу две године заредом. Трећи трофеј је освојен након пет утакмица финалне серије у којој су савладани Монтреал канадијанси.

## Трофеји
| Стенли куп           | Првак | 3 | 2003/04, 2019/20, 2020/21.         |
| Источна конференција | Првак | 4 | 2003/04, 2014/15, 2019/20, 2021/22 |
| Председнички трофеј  | Првак | 1 | 2018/19                            |
| Дивизија             | Првак | 4 | 2002/03, 2003/04, 2017/18, 2018/19 |